# Семиаридна клима
Семиаридна клима (лат. semi — „полу” и лат. aridus — „сув”) или полусува клима је клима која је карактеристична за просторе умерених ширина, тачније за пустиње које се у њима налазе. Одликују је сува лета и делимично влажне зиме, са падавинама 200—400 милиметара годишње. Такве су пустиње средње Азије - Кизилкум, Каракум, Приаралски Каракум, Аралкум и др.